# Saison 2006 de l'équipe cycliste féminine T-Mobile
La saison 2006 de l'équipe T-mobile est la cinquième de l'équipe. À l'origine sélection permanente américaine, l'équipe devient véritablement internationale et se font dans la structure de l'équipe masculine. L'arrivée de Judith Arndt renforce considérablement l'équipe. Lyne Bessette et Christina Becker rejoignent également l'équipe, alors que Kristin Armstrong la quitte. Avec Ina-Yoko Teutenberg, Judith Arndt joue les premiers rôles en coupe du monde. Les deux en remportent trois manches : Ina-Yoko Teutenberg gagnant la Geelong World Cup et le Rotterdam Tour, Judith Arndt s'imposant sur la Coupe du Monde de Montréal. Au classement final, Teutenberg finit seconde, Arndt quatrième, l'équipe prenant la seconde place. Au classement UCI, l'équipe termine cinquième.

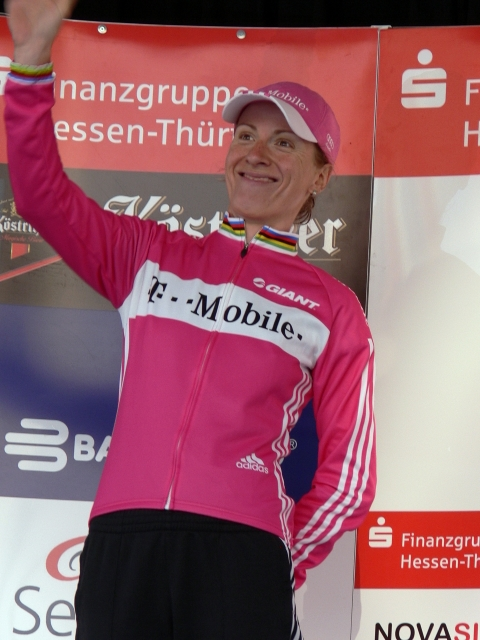
Judith Arndt est la recrue vedette de l'équipe en 2006

## Préparation de la saison

### Sponsors et financement de l'équipe
L'équipe est sponsorisée par T-mobile. Le matériel est de marque Giant, le vélo étant le TCR Advanced LE.
Le siège de l'équipe est transféré des États-Unis vers l'Allemagne à Bonn, siège également de l'équipe masculine.

### Arrivées et départs
L'année 2006 marque un tournant international pour l'équipe, auparavant composée exclusivement d'athlètes américaines, si on excepte Ina-Yoko Teutenberg en 2005, elle n'en compte plus que quatre. Elle se rapproche également de l'équipe masculine comme en témoigne la présentation commune à Majorque en janvier durant le camp d'entraînement,.
La recrue principale est l'Allemande Judith Arndt qui arrive de l'équipe Nürnberger Versicherung avec un palmarès déjà très important : championne du monde sur route 2004, médaille d'argent de la course en ligne des Jeux olympiques d'Athènes et numéro 3 mondial en 2005,. Avec Ina-Yoko Teutenberg, elle est la leader naturelle de l'équipe. L'équipe recrute également la quadruple championne du Canada Lyne Bessette, la championne de France en titre Magali Le Floc'h, ainsi que l'Allemande Christina Becker et la Canadienne Amy Moore. Kim Anderson, déjà membre de l'équipe de 2003 à 2004, fait son retour. L'équipe pense recruter Nicole Cooke, mais l'opération n'aboutit pas, les objectifs de la Britannique diffèrent de ceux de l'équipe.
Au niveau des départs, la spécialiste du contre-la-montre Kristin Armstrong et Lara Kroepsch toutes deux membres de l'équipe depuis 2003 rejoignent l'équipe Lipton, tout comme Kori Seehafer arrivée l'année précédente. Brooke Ourada arrivée en même temps n'est pas non plus conservée.
| Arrivée          | Équipe 2005                                 |
| ---------------- | ------------------------------------------- |
| Kim Anderson     | Colavita/Cooking Light Women's Cycling Team |
| Judith Arndt     | Nürnberger Versicherung                     |
| Christina Becker | Red Bull                                    |
| Lyne Bessette    | Quark                                       |
| Magali Le Floc'h | UC Châlons en Champagne                     |
| Amy Moore        |                                             |

| Départ            | Équipe 2006 |
| ----------------- | ----------- |
| Kristin Armstrong | Lipton      |
| Lara Kroepsch     | Lipton      |
| Brooke Ourada     |             |
| Kori Seehafer     | Lipton      |

## Coureurs et encadrement technique

### Effectif
| Coureur             | Date de naissance | Nationalité | Équipe 2005                                 |
| ------------------- | ----------------- | ----------- | ------------------------------------------- |
| Kim Anderson        | 28 janvier 1968   | États-Unis  | Colavita/Cooking Light Women's Cycling Team |
| Judith Arndt        | 23 juillet 1976   | Allemagne   | Nürnberger Versicherung                     |
| Christina Becker    | 12 décembre 1977  | Allemagne   | Red Bull                                    |
| Lyne Bessette       | 10 mars 1975      | Canada      | Quark                                       |
| Kimberly Bruckner   | 19 juin 1970      | États-Unis  | T-Mobile                                    |
| Mari Holden Paulsen | 30 mars 1971      | États-Unis  | T-Mobile                                    |
| Magali Le Floc'h    | 17 août 1975      | France      | UC Châlons en Champagne                     |
| Amy Moore           | 17 décembre 1973  | Canada      |                                             |
| Rebecca Much        | 11 février 1986   | États-Unis  | T-Mobile                                    |
| Ina-Yoko Teutenberg | 28 octobre 1974   | Allemagne   | T-Mobile                                    |

### Encadrement
Encadrement : 
- Directeur : Bob Stapleton[4].
- Directeur sportif : Andrzej Bek[4].

## Déroulement de la saison

### Février-mars: Océanie
L'équipe commence la saison au Geelong Tour. La T-Mobile attaque régulièrement et donne des difficultés à la futur vainqueur Oenone Wood. Ina-Yoko Teutenberg s'impose sur la dernière étape au sprint, elle a été deuxième et troisième des étapes précédentes. Immédiatement après a lieu l'épreuve de coupe du monde éponyme. L'équipe contrôle la course et revient sur Oenone Wood qui a attaqué dans la dernière ascension, permettant à Ina-Yoko Teutenberg de remporter le sprint,. L'épreuve est directement suivie du Tour de Nouvelle-Zélande. Sur la première étape, une échappée de huit coureuses se disputent la victoire. Magali Le Floc'h termine sixième. Ina-Yoko Teutenberg gagne la deuxième et la troisième étape au sprint. Sur le contre-la-montre final, Judith Arndt est troisième. Le lundi suivant, a lieu la Wellington Women's World Cup, qui fait office de deuxième manche de la coupe du monde. Sarah Ulmer y fait une démonstration de force en s'échappant seule dès les premiers kilomètres puis en résistant au retour du peloton jusqu'au bout malgré un  temps venteux. Ina-Yoko Teutenberg prend la deuxième place du sprint du peloton, ce qui lui permet de conserver son maillot de leader de la coupe du monde,.
À la Redlands Bicycle Classic, Kimberly Baldwin est quatrième du contre-la-montre de la première étape. Ina-Yoko Teutenberg est deuxième de l'étape suivante.

### Avril: Classiques
Ina-Yoko Teutenberg s'impose sur la première étape du Tour de Drenthe au sprint. Sur la troisième étape, Judith Arndt part en échappée avec Joanne Kiesanowski qui la bat au sprint. La Primavera Rosa étant annulée, la troisième épreuve de coupe du monde est le Tour des Flandres. L'attaque décisive a lieu à soixante-huit kilomètres de l'arrivée et est lancée par Christiane Soeder, suivie par Mirjam Melchers-Van Poppel, Loes Gunnewijk et Kimberly Anderson. Cette dernière est toutefois lâchée dans le Mollenberg. Judith Arndt est la première de l'équipe et finit neuvième. À la Flèche wallonne, Judith Arndt termine deuxième derrière Nicole Cooke. La semaine suivante, au Tour de Berne, la course est très sélective et écarte Ina-Yoko Teutenberg du sprint final où Judith Arndt prend la quatrième place de l'épreuve.
Judith Arndt montre encore sa forme du moment au Gracia Orlova en remportant la première et la deuxième étape, en finissant cinquième de l'étape suivante, puis en gagnant le contre-la-montre de la quatrième étape et en finissant deuxième de la dernière étape. Elle remporte la course en toute logique.

### Mai: Tour de l'Aude et Montréal
Au Gran Premio Castilla y Leon, Judith Arndt se détache dans le final avec Nicole Cooke et Susanne Ljungskog. La britannique se montre la plus rapide dans la dernière ligne droite, l'Allemande est deuxième.
Le 11 mai, le Tour de l'Aude s'élance avec un contre-la-montre par équipe dans lequel la T-Mobile finit deuxième. Judith Arndt est cinquième de la deuxième étape qui est montagneuse et se dispute sous la pluie. Elle finit troisième du contre-la-montre de cinq kilomètres de l'étape suivante. Elle est alors quatrième du classement général. Ina-Yoko Teutenberg remporte la cinquième étape échappée avec Marina Jaunatre. Les deux coureuses finissent avec sept minutes d'avance sur le peloton. Le contre-la-montre du lendemain est long de trente-et-un kilomètres. Judith Arndt en est sixième à une minute quarante cinq de la première Priska Doppmann. Elle prend la même place sur la demi-étape qui suit. Le même jour, elle est troisième de la demi-étape suivante. Sur la très difficile neuvième étape, Judith Arndt termine septième à presque quatre minutes de la vainqueur du jour Susanne Ljungskog. Ina-Yoko Teutenberg part en échappée avec Adrie Visser dans la dernière étape et la bat au sprint. Judith Arndt est finalement septième du classement général.
Judith Arndt remporte fin mai la Coupe du monde cycliste féminine de Montréal en étant la plus rapide dans la dernière ascension. Le Tour du Grand Montréal débute directement après l'épreuve de coupe du monde. Sur le contre-la-montre de la première étape, Judith Arndt est septième
. Sur la deuxième étape, elle gagne le sprint du peloton, mais Olivia Gollan garde quelques mètres d'avance. Le criterium du lendemain voit Kim Anderson s'échapper avec trois autres coureuses. Elle termine deuxième. La dernière étape se joue au Mont Saint-Hilaire. Judith Arndt gagne l'étape et prend des bonifications au cours de l'étape. Elle est troisième du Tour à trois seconde de la vainqueur Christine Thorburn.

### Juin
Sur les championnats d'Allemagne, Ina-Yoko Teutenberg termine troisième de l'épreuve contre-la-montre
L'épreuve en ligne du championnat d'Allemagne ne réussit pas à l'équipe,. Aux États-Unis, sur l'épreuve en ligne, Kim Anderson termine quatrième, Kimberly Baldwin sixième.

### Juillet et août
Le 8 juillet, Ina-Yoko Teutenberg remporte la quatrième étape du Tour de Feminin – Krasna Lipa, en gagnant le sprint d'une échappée de quatre coureuses.
À l'Open de Suède Vårgårda, Kim Anderson place une attaque à la mi-course mais est reprise par Susanne Ljungskog. Magali Le Floc'h prend ensuite le groupe d'une dizaine d'unités qui part en échappée. Elle s'extrait ensuite de ce groupe avec Karin Thürig et Annette Beutler. Elles sont reprises par l'équipe Buitenpoort, très active sur la course. Susanne Ljungskog attaque de nouveau et est suivie par Nicole Cooke et Magali Le Floc'h. Même si cette dernière économise ses efforts, elle doit lâcher prise dans l'avant dernier tour. Elle finit à la septième place. Deux jours plus tard, au contre-la-montre par équipe de L'Heure d'Or Féminine, la T-Mobile termine cinquième.
Au Grand Prix de Plouay, seule Kim Anderson et Magalie le Floc'h prennent le départ. La première tente bien une échappée avec Sarah Düster, mais elles se font reprendre au bout de quinze kilomètres. Magalie le Floc'h est finalement trente-septième.
Au BrainWash Ladies Tour, Ina-Yoko Teutenberg s'impose au sprint dans la deuxième et la troisième étape alors que les meilleures sprinteuses mondiales sont présentes. Judith Arndt s'adjuge la dernière étape et est troisième du classement général.

### Septembre
Ina-Yoko Teutenberg remporte le Rotterdam Tour, qui fait partie de la coupe du monde, au sprint. La semaine suivante, elle est battue par Regina Schleicher au sprint au Tour de Nuremberg.
Au Tour de Toscane, Judith Arndt termine deuxième de l'étape 2a. Elle est aussi troisième de la troisième étape. Kim Anderson est deuxième de l'étape 4a et Ina-Yoko Teutenberg gagne l'étape 4b.
Pour les championnats du monde, Judith Arndt est sélectionnée pour le contre-la-montre. Elle obtient la septième place. Sur l'épreuve en ligne, Magali Le Floc'h, Kimberly Baldwin, Kim Anderson et Ina-Yoko Teutenberg sont également sélectionnées.  Judith Arndt est quatorzième en queue du groupe de tête.

## Bilan de la saison
L'équipe remporte vingt-six victoires durant la saison, dont dix-neuf courses UCI. Elle est quatrième dans ce domaine parmi les formations professionnelles féminines,.

### Victoires

#### Sur route, UCI
| Date         | Course                                       | Pays             | Classe | Vainqueur           |
| ------------ | -------------------------------------------- | ---------------- | ------ | ------------------- |
| 23 février   | 4e étape du Geelong Tour                     | Australie        | 2.2    | Ina-Yoko Teutenberg |
| 26 février   | Geelong World Cup                            | Australie        | CDM    | Ina-Yoko Teutenberg |
| 2 mars       | 2e étape du Tour de Nouvelle-Zélande         | Nouvelle-Zélande | 2.2    | Ina-Yoko Teutenberg |
| 2 mars       | 3e étape du Tour de Nouvelle-Zélande         | Nouvelle-Zélande | 2.2    | Ina-Yoko Teutenberg |
| 7 avril      | 1re étape du Tour de Drenthe                 | Pays-Bas         | 2.1    | Ina-Yoko Teutenberg |
| 27 avril     | 1re étape du Gracia Orlova                   | Tchécoslovaquie  | 2.2    | Judith Arndt        |
| 28 avril     | 2e étape du Gracia Orlova                    | Tchécoslovaquie  | 2.2    | Judith Arndt        |
| 29 avril     | 4e étape du Gracia Orlova                    | Tchécoslovaquie  | 2.2    | Judith Arndt        |
| 30 avril     | Classement général du Gracia Orlova          | Tchécoslovaquie  | 2.2    | Judith Arndt        |
| 16 mai       | 5e étape du Tour de l'Aude cycliste féminin  | France           | 2.1    | Ina-Yoko Teutenberg |
| 21 mai       | 10e étape du Tour de l'Aude cycliste féminin | France           | 2.1    | Ina-Yoko Teutenberg |
| 28 mai       | Coupe du monde cycliste féminine de Montréal | Canada           | CDM    | Judith Arndt        |
| 1er juin     | 4e étape du Tour du Grand Montréal           | Canada           | 2.1    | Judith Arndt        |
| 8 juillet    | 4e étape du Tour de Feminin – Krasna Lipa    | Tchécoslovaquie  | 2.2    | Ina-Yoko Teutenberg |
| 29 août      | 2e étape du BrainWash Ladies Tour            | Pays-Bas         | 2.1    | Ina-Yoko Teutenberg |
| 30 août      | 3e étape du BrainWash Ladies Tour            | Pays-Bas         | 2.1    | Ina-Yoko Teutenberg |
| 2 septembre  | 6e étape du BrainWash Ladies Tour            | Pays-Bas         | 2.1    | Judith Arndt        |
| 3 septembre  | Rotterdam Tour                               | Pays-Bas         | CDM    | Ina-Yoko Teutenberg |
| 15 septembre | Étape 3b du Tour de Toscane féminin          | Italie           | 2.1    | Ina-Yoko Teutenberg |

#### Sur route, circuit américain
L'équipe est principalement active en Amérique du Nord. Les courses qui s'y déroulent ne font généralement pas partie du calendrier UCI malgré une participation et une dotation équivalente. Le tableau suivant résume les victoires d'importance sur le circuit américain, en particulier sur l'USA Cycling National Racing Calendar.
| Date     | Course                           | Pays       | Classe    | Vainqueur   |
| -------- | -------------------------------- | ---------- | --------- | ----------- |
| 29 avril | 1re étape de la Vuelta de Bisbee | États-Unis | nationale | Mari Holden |

#### En cyclo-cross
| Date         | Course                                | Pays        | Classe | Vainqueur     |
| ------------ | ------------------------------------- | ----------- | ------ | ------------- |
| 30 septembre | Southampton                           | Royaume-Uni | C2     | Lyne Bessette |
| 1re octobre  | Southampton                           | Royaume-Uni | C2     | Lyne Bessette |
| 7 octobre    | Gloucester                            | États-Unis  | C1     | Lyne Bessette |
| 14 octobre   | New Gloucester                        | États-Unis  | C2     | Lyne Bessette |
| 11 novembre  | Championnats du Canada de cyclo-cross | Canada      | CN     | Lyne Bessette |
| 25 novembre  | Sterling                              | États-Unis  | C2     | Lyne Bessette |
| 9 décembre   | South Kingston                        | États-Unis  | C2     | Lyne Bessette |
| 10 décembre  | Warwick                               | États-Unis  | C2     | Lyne Bessette |

### Résultats sur les courses majeures

#### Coupe du monde
| #  | Date         | Course                               | Meilleure classée             | Classement     |
| -- | ------------ | ------------------------------------ | ----------------------------- | -------------- |
| 1  | 26 février   | Geelong World Cup                    | Ina-Yoko Teutenberg           | 1re            |
| 2  | 5 mars       | Wellington Women's World Cup         | Ina-Yoko Teutenberg           | 3e             |
| 3  | 18 mars      | Primavera Rosa                       | Course annulée                | Course annulée |
| 4  | 2 avril      | Tour des Flandres                    | Judith Arndt                  | 9e             |
| 5  | 19 avril     | Flèche wallonne                      | Judith Arndt                  | 2e             |
| 6  | 23 avril     | Tour de Berne                        | Judith Arndt                  | 4e             |
| 7  | 7 mai        | Gran Premio Castilla y Leon          | Judith Arndt                  | 2e             |
| 8  | 27 mai       | Coupe du Monde de Montréal           | Judith Arndt                  | 1re            |
| 9  | 28 juillet   | Open de Suède Vårgårda               | Magali Le Floc'h              | 7e             |
| 10 | 30 juillet   | L'Heure d'Or Féminine                | T-Mobile professional cycling | 5e             |
| 11 | 26 août      | Grand Prix de Plouay                 | Magali Le Floc'h              | 37e            |
| 12 | 3 septembre  | Lowland International Rotterdam Tour | Ina-Yoko Teutenberg           | 1re            |
| 12 | 10 septembre | Tour de Nuremberg                    | Ina-Yoko Teutenberg           | 2e             |

Au classement final Ina-Yoko Teutenberg termine seconde avec 311 points, Judith Arndt quatrième avec 236 points. L'équipe est seconde au total des points.

#### Grands tours
| Grand tour           | Tour d'Italie | Tour de l'Aude                               | La Grande Boucle |
| -------------------- | ------------- | -------------------------------------------- | ---------------- |
| Coureur (classement) | -             | Judith Arndt (7e)                            | -                |
| Accessits            | -             | 2 victoires d'étapes par Ina-Yoko Teutenberg | -                |

### Classement UCI
| Rang | Coureur             | Points |
| ---- | ------------------- | ------ |
| 5    | Judith Arndt        | 619.66 |
| 9    | Ina-Yoko Teutenberg | 544.66 |
| 87   | Kim Anderson        | 43.66  |
| 113  | Kimberly Bruckner   | 31.33  |
| 120  | Magali Le Floc'h    | 26     |
| 132  | Christina Becker    | 22     |
| 166  | Amy Moore           | 13.33  |

L'équipe est cinquième.